# Sínfise púbica
Sínfise púbica é uma articulação semimóvel que une o púbis formando a bacia(cintura pélvica), que é composta pelo sacro e cóccix, e dois ossos do quadril, que por sua vez, cada osso, é composto por três ossos compactados: ílio, ísquio e o osso púbico.